# Roberto Piumini

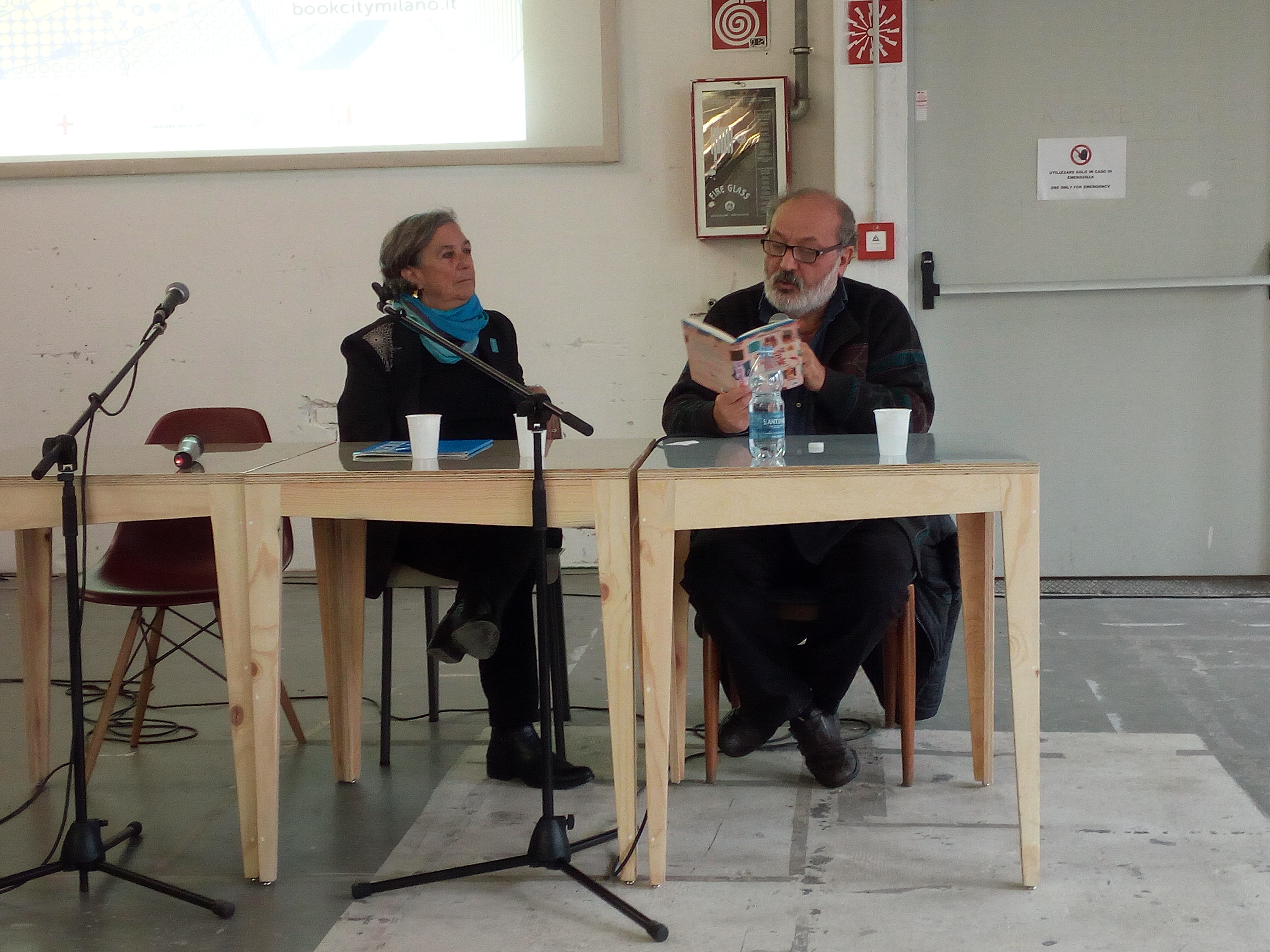
Roberto Piumini auf der BookCity Milanoy 2016.

Roberto Piumini (* 14. März 1947 in Edolo) ist ein italienischer Schriftsteller.

## Biographie
Piumini studierte an der Cattolica in Mailand und schloss das Studium 1970 mit der Laurea im Fach Pädagogik ab. Nach dem Studium unterrichtete er einige Jahre an Mittel- und höheren Schulen. In den 1970er Jahren arbeitete er als Theaterschauspieler in Mailand und Brescia sowie als Puppenspieler.
1978 veröffentlichte er sein erstes Buch Il giovane che entrava nel palazzo, das 1979 mit dem Premio Cento für Kinder- und Jugendliteratur ausgezeichnet wurde. Seine Kinder- und Jugendbücher sind in Italien in über 30 Verlagen erschienen und wurden weltweit in 50 Sprachen übersetzt.
Seit den 1990er Jahren schreibt Piumini auch Bücher für Erwachsene. Zu seinem Repertoire gehören neben Romanen für Kinder und Erwachsene, Theaterstücke, Gedichte, Erzählungen, Fabeln, Opernlibretti, Liedtexte und Texte für Rundfunk und Fernsehen. Zudem übersetzt er englischsprachige Gedichte und Theaterstücke. Des Weiteren ist er Drehbuchautor einiger Kurz- und Zeichentrickfilme.
Seine Arbeiten wurden mehrfach mit nationalen und internationalen Preisen ausgezeichnet. 1998 erhielt er für Motu-Iti: Die Insel der Möwen den Rattenfänger-Literaturpreis der Stadt Hameln.

## Werke (Auswahl)
deutsche Übersetzungen
- Il diavolo al mulino, deutsch: Der Diener der bösen Geister. Übers. von Maria Fehringer. 5. Aufl. München: Hanser 2001. ISBN 978-3-446-20008-1
- Motu-Iti. L’isola dei gabbiani, deutsch: Motu-Iti. Die Insel der Möwen. Übers. von Maria Fehringer. München: Hanser 1997. ISBN 978-3-446-18058-1
- Mattia e il nonno, deutsch: Matti und der Großvater. Übers. von Maria Fehringer. München: Hanser 1993. ISBN 978-3-446-23696-7
- Lo stralisco, deutsch: Eine Welt für Madurer. Übers. von Maria Fehringer. München: Hanser 1993.

## Auszeichnung
- 1998: Rattenfänger-Literaturpreis der  Stadt Hameln für Motu-Iti, Die Insel der Möwen.